# 小澤綾子
小澤 綾子（おざわ あやこ、1982年10月15日 - ）は、「筋ジストロフィー」（筋ジス）の患者。病気が進行しているため「今この時を生きる」ことをモットーに、企業、イベント、学校、などでシンガーソングライターとして講演やライブを行っている。またTVや新聞などメディアにも出演し、障害や病気の啓発活動を行っている。

## 経歴
千葉県君津市出身。小学校の頃だんだん走るのが遅くなり、歩き方もおかしくなり、周りと違っている自分に気づいた。なかなか原因がわからなかったが20歳のとき進行性の難病「筋ジストロフィー」と診断された。
明治大学経営学部公共経営学科卒業後日本IBMにSEとして入社した。
2014年（31歳）結婚した。2017年、車椅子ユーザーの中嶋涼子、梅津絵里と「車椅子チャレンジユニット BEYOND GIRLS」を結成した。
2021年9月5日、東京2020パラリンピックの閉会式に車椅子ドラムとして出演した。2023年（40歳）男児を出産した。

## CD
- 小澤綾子1st CD〜嬉し涙が止まらない〜（2015）[9]
- 希望の虹（2019）[10]

## 著書
- 「10年前の君へ　筋ジストロフィーと生きる」（2018年　百年書房・すーべにあ文庫　ISBN 4907081375）[11]